# Driscoll (Dakota del Nord)
Driscoll è un census-designated place (CDP) degli Stati Uniti d'America della contea di Burleigh nello Stato del Dakota del Nord. La popolazione era di 82 abitanti al censimento del 2010.
Driscoll si trova appena fuori la Interstate 94 ad est della città di Bismarck, il capoluogo della contea di Burleigh. Anche se non è incorporata, ha un ufficio postale, con lo ZIP code 58532.

## Geografia fisica
Secondo lo United States Census Bureau, la città ha una superficie totale di 1,49 km², dei quali 1,49 km² di territorio e 0 km² di acque interne (0% del totale).

## Storia
Driscoll è intitolata a Frederick Driscoll, un gestore di giornali.
Driscoll è anche la sede del "TnT Tavern, Norm's Grocery and Coal Car Diner". Nell'ottobre 2015, i proprietari del Norm's Grocery e del Coal Car Diner hanno annunciato il loro ritiro, e poco dopo hanno fatto una vendita all'asta vendendo tutto. Ciò ha lasciato solo un ufficio postale, un bar e il Mainstay Motel come le uniche imprese rimaste in funzione. Alcuni anni fa la scuola fu demolita per un motivo non specificato.

## Società

### Evoluzione demografica
Secondo il censimento del 2010, la popolazione era di 82 abitanti.

### Etnie e minoranze straniere
Secondo il censimento del 2010, la composizione etnica del CDP era formata dal 96,34% di bianchi, lo 0% di afroamericani, il 3,66% di nativi americani, lo 0% di asiatici, lo 0% di oceanici, lo 0% di altre razze, e lo 0% di due o più etnie. Ispanici o latinos di qualunque razza erano l'1,22% della popolazione.